# Javier Ibáñez Díaz
Javier Ibáñez Díaz (Matanzas, Cuba, 14 de julio de 1996) es un deportista búlgaro de origen cubano que compite en boxeo.
Participó en los Juegos Olímpicos de París 2024, obteniendo una medalla de bronce en la categoría de 57 kg.
En los Juegos Europeos de Cracovia 2023 consiguió una medalla de  en la categoría de 57 kg. Ganó dos medallas en el Campeonato Europeo de Boxeo Aficionado, en los años 2022 y 2024.

## Palmarés internacional
| Juegos Olímpicos   | Juegos Olímpicos    | Juegos Olímpicos  | Juegos Olímpicos |
| Año                | Lugar               | Medalla           | Categoría        |
| ------------------ | ------------------- | ----------------- | ---------------- |
| 2024               | París (Francia)     | Medalla de bronce | 57 kg            |
| Juegos Europeos    |                     |                   |                  |
| Año                | Lugar               | Medalla           | Categoría        |
| 2023               | Nowy Targ (Polonia) | Medalla de oro    | 57 kg            |
| Campeonato Europeo |                     |                   |                  |
| Año                | Lugar               | Medalla           | Categoría        |
| 2022               | Ereván (Armenia)    | Medalla de bronce | 57 kg            |
| 2024               | Belgrado (Serbia)   | Medalla de plata  | 57 kg            |